# Krankenversicherungsaufsichtsverordnung
Die Verordnung betreffend die Aufsicht über die Geschäftstätigkeit in der privaten Krankenversicherung (Krankenversicherungsaufsichtsverordnung – KVAV) ist eine Rechtsverordnung des Bundesfinanzministeriums, die Bestimmungen für die Berechnung der Prämien und der Alterungsrückstellungen in der nach Art der Lebensversicherung betriebenen Krankenversicherung (substitutive Krankenversicherung) enthält.

## Entstehungsgeschichte
Zur Umsetzung der Richtlinie 2009/138/EG wurde eine konstitutive Neufassung des Versicherungsaufsichtsgesetzes (VAG) erforderlich.
Mit Wirkung zum 1. Januar 2016 wurde das VAG deshalb neu bekanntgemacht. Dies brachte nicht nur die Aufhebung zahlreicher, aufgrund des VAG in seiner alten Fassung erlassener Verordnungen mit sich, sondern auch den Erlass zahlreicher neuer, darunter die Krankenversicherungsaufsichtsverordnung. Diese hat die bis dahin gültige Kalkulationsverordnung abgelöst.

## Inhalt
Die KVAV enthält Bestimmungen zur Ausführung des VAG und anderer versicherungsrechtlicher Vorschriften, insbesondere
- die versicherungsmathematischen Methoden zur Berechnung der Prämien und Rückstellungen einschließlich des konkreten Formelwerks in den Anlagen 1 (Prämienberechnung) und 2 (Grundkopfschaden)[5]
- Bedingungen für einen Tarifwechsel mit Anrechnung erworbener Rechte und der Berechnung des Übertragungswertes sowie
- von Prämienanpassungen[6] und Altersrückstellungen.

Zudem regelt die Verordnung die Mitteilungspflichten an die Bundesanstalt für Finanzdienstleistungsaufsicht (BaFin) als der zuständigen Aufsichtsbehörde und enthält Übergangs- und Schlussbestimmungen.